# Gabet de la Conca
Gabet de la Conca (en catalán y oficialmente Gavet de la Conca) es un municipio español de la provincia de Lérida, en la comunidad autónoma de Cataluña. El término municipal, ubicado en la comarca del Pallars Jussá, tiene una población de 259 habitantes (INE 2024).

## Toponimia
En los censos de 1842, 1970 y 1991 recibía el nombre de Gabet de la Conca. El Tesauro de Topónimos del CSIC recomienda usar Gavet de la Conca.

## Geografía
Se sitúa en la comarca del Pallars Jussá, al sur de la misma y en el límite con la de la Noguera.

## Historia
El municipio se crea en 1970 mediante la unión de Aransis, Sant Cerní y Sant Salvador de Toló. Toma el nombre de Gabet de la Conca, que era uno de los núcleos de Sant Cerní, aunque fue independiente hasta 1857. Aransis (también conocido como Sant Miquel de la Vall algunos años, ya que la cabecera era ese núcleo y no Aransis) incluía el núcleo de Sant Martí de Barcedana, integrado en 1857. En total el municipio tiene 12 núcleos y varios despoblados.

## Demografía
Cuenta con una población de 259 habitantes (INE 2024).
| Gráfica de evolución demográfica de Gabet de la Conca entre 1842 y 2021 |
| |
| Población de derecho según los censos de población del INE Población de hecho según los censos de población del INEEn estos censos se denominaba Gabet de la Conca: 1842, 1970 y 1981 Entre el censo de 1857 y el anterior, este municipio desaparece porque se integra en el municipio 25569 (Sant Cerní) Entre el censo de 1970 y el anterior, aparece este municipio porque se fusionan los municipios 25508 (Aransis), 25569 (Sant Cerní) y 25571 (Sant Salvador de Tolo) |

| 1900 | 1930 | 1950 | 1970 | 1981 | 1986 |
| ---- | ---- | ---- | ---- | ---- | ---- |
| 1269 | 1144 | 1042 | 495  | 469  | 389  |

## Entidades de población
| Entidades de población    | Habitantes (2005) |
| ------------------------- | ----------------- |
| Aransís                   | 44                |
| Fontsagrada               | 36                |
| Gabet de la Conca         | 45                |
| Mata-solana               | 8                 |
| Mereia                    | 0                 |
| Perolet                   | 1                 |
| Sant Cristòfol de la Vall | 15                |
| Sant Martí de Barcedana   | 30                |
| Sant Miquel de la Vall    | 35                |
| Sant Salvador de Toló     | 60                |
| Sant Cerní                | 33                |
| Toló                      | 2                 |

## Economía
Agricultura de secano y ganadería. Central hidroeléctrica.

## Lugares de interés
- Castillo de San Miguel de la Vall
- Iglesia de la Virgen del Buen Reposo
- Iglesia de San Pedro de Aransís
- Iglesia de San Fruitós de Aransís
- Iglesia de Santa María de Terrassa (Gavet de la Conca)
- Iglesia de San Pedro de Gavet
- Iglesia de San Gervasio del Castelló Sobirá en San Miquel de la Vall
- Monasterio de San Privat de Barcedana
- Iglesia de San Serni de Castellet